# Danny Huwé
Danny Huwé (n. 1 decembrie 1943, Geraardsbergen, Belgia – d. 24 decembrie 1989, București) a fost un jurnalist belgian angajat la postul de televiziune WTM.
Huwé venise la București cu echipa sa din Sofia, Bulgaria, pentru a transmite reportaje despre revoluția română. Jurnalistul a fost împușcat în cap de un lunetist în aceeași seară. În locul în care a decedat, zona Răzoare din Drumul Taberei, a fost construit un monument în memoria sa, la intersecția bulevardelor Drumul Taberei, Geniului și Timișoara. De asemenea, stațiile RATB din zonă au fost redenumite după numele jurnalistului belgian.

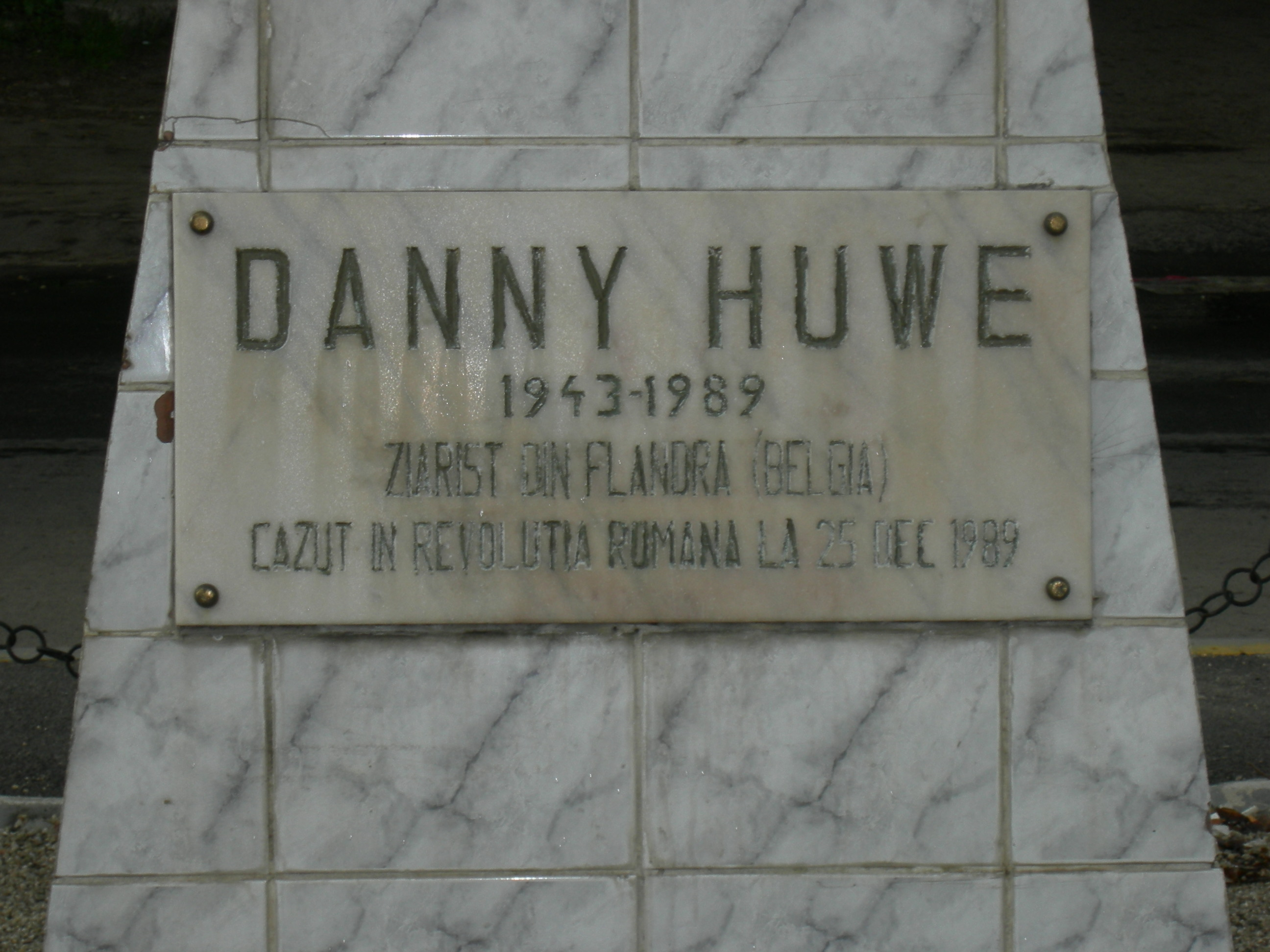
Placă comemorativă Danny Huwé

## Biografie
S-a născut la Geraardsbergen (Belgia), și a murit la 23 sau 24 decembrie 1989 la București (România) în timpul revoluției anticomuniste. A fost împușcat de un lunetist care credea că îi este loial lui Nicolae Ceaușescu. Huwé a venit în București de la Sofia, Bulgaria.